# 謝爾特維爾 (伊利諾伊州)
謝爾特維爾（英語：Shelterville）是位於美國伊利諾伊州哈丁縣的一個非建制地區。該地的面積和人口皆未知。

## 地理
謝爾特維爾的座標為37°25′50″N 88°24′27″W / 37.43056°N 88.40750°W，而該地的平均海拔高度為134米（即440英尺）。